# سنجشگر شنوایی
سنجشگر شنوایی (نام علمی: audiometrician) به فرد متخصص در اندازه‌گیری میزان شنوایی گفته می‌شود.